# 목성 트로이군 목록 (그리스 측)
| 목성 트로이군 행성의 궤도 태양 | 힐다족 소행성대 근지구 소행성 |

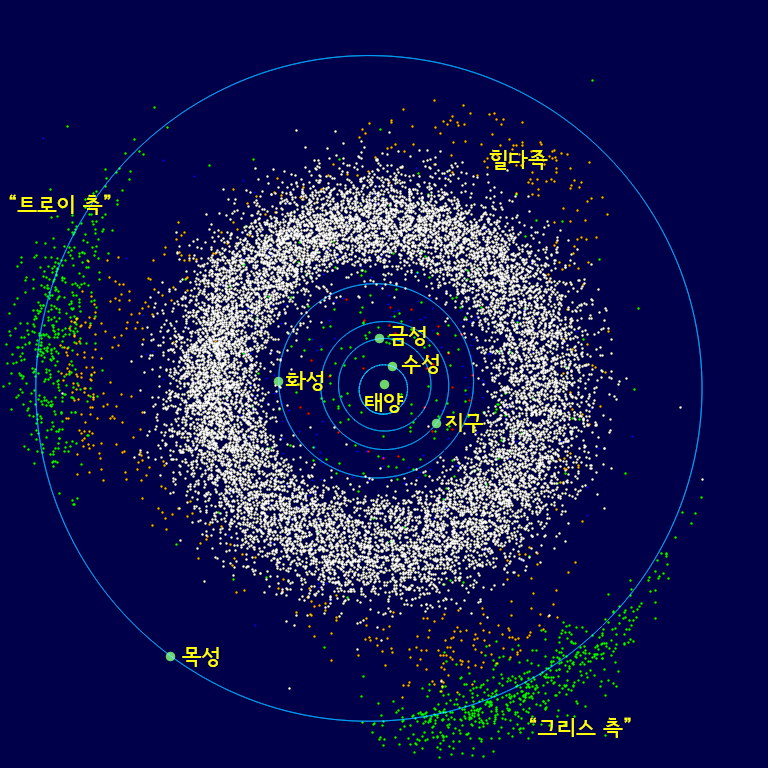
내태양계와 목성의 소행성.

이 문서는 목성 트로이군 중 그리스 측에 있는 천체로, 목성에서 60° 앞에 있는 L4 라그랑주점에 위치한 천체를 말한다.
624 헥토르를 제외하고 L4에 있는 모든 소행성은 트로이 전쟁에서 그리스 측 참가자의 이름을 따며, 헥토르는 이 명명 규칙이 정해지기 전 이름이 붙여졌다. 이에 대응되게끔 트로이 측(L5)의 소행성 617 파트로클로스에는 그리스 측 인물의 이름이 붙어 있다.
그리스 측과 트로이 측 소행성은 약 120° 떨어져 있어, 한 측이 태양 뒤에 위치하면 다른 측이 보이기 때문에, 그리스 측과 트로이 측 소행성은 통상 교대로 발견된다.
- 목성 트로이군 목록 (그리스 측) (1–100000)
- 목성 트로이군 목록 (그리스 측) (100001–200000)
- 목성 트로이군 목록 (그리스 측) (200001–300000)
- 목성 트로이군 목록 (그리스 측) (300001–400000)
- 목성 트로이군 목록 (그리스 측) (400001–500000)
- 목성 트로이군 목록 (그리스 측) (500001–600000)